# ADO in het seizoen 1967/68
Het seizoen 1967/1968 was het 14e jaar in het bestaan van de Haagse betaaldvoetbalclub ADO. De club kwam uit in de Eredivisie en eindigde daarin op de vierde plaats. Tevens deed de club mee aan het toernooi om de KNVB Beker, hierin werd in de finale Ajax met 2–1 verslagen, zo won de club voor het eerst in haar bestaan de nationale voetbalbeker.

## Wedstrijdstatistieken

### Eredivisie
|       | Ajax  | DOS   | DWS   | Feijenoord | Fortuna '54 | Go Ahead | GVAV  | MVV   | NAC   | N.E.C. | PSV   | Sittardia | Sparta | Telstar | FC Twente '65 | Volendam | Xerxes/DHC '66 |
| ----- | ----- | ----- | ----- | ---------- | ----------- | -------- | ----- | ----- | ----- | ------ | ----- | --------- | ------ | ------- | ------------- | -------- | -------------- |
| Thuis | 1 – 0 | 5 – 1 | 3 – 1 | 3 – 6      | 0 – 0       | 0 – 0    | 3 – 3 | 2 – 1 | 2 – 1 | 0 – 1  | 0 – 0 | 4 – 0     | 2 – 0  | 2 – 1   | 2 – 2         | 2 – 0    | 0 – 2          |
| Uit   | 2 – 1 | 2 – 2 | 1 – 0 | 1 – 0      | 1 – 2       | 0 – 4    | 2 – 0 | 1 – 2 | 0 – 0 | 1 – 0  | 1 – 1 | 2 – 2     | 1 – 4  | 0 – 0   | 0 – 3         | 0 – 0    | 0 – 1          |

### KNVB Beker
| Groepsfase                                        | ADO                                                                                          | 6 – 1 (2 – 1) | Xerxes/DHC '66                               |
| 3 januari 1968 Plaats: Den Haag Zuiderparkstadion | Piet de Zoete 1' Kees Aarts 22' Lex Schoenmaker 65', 88' Harrie Heijnen 75' Aad Mansveld 85' |               | 20' Eddy Blok                                |
| Groepsfase                                        | ADO                                                                                          | 3 – 1 (2 – 0) | Holland Sport                                |
| 10 maart 1968 Plaats: Den Haag Zuiderparkstadion  | Dick Advocaat 2' Kees Aarts 35' Henk Houwaart 83'                                            |               | 52' Sjaak Roggeveen                          |
| Groepsfase                                        | Fortuna                                                                                      | 2 – 3 (1 – 1) | ADO                                          |
| 24 maart 1968 Plaats: Vlaardingen Floreslaan      | Cees Bouman 15' Jan Kramer 90'                                                               |               | 30', 48' Kees Aarts 47' Aad Mansveld         |
| 2e ronde                                          | PSV                                                                                          | 0 – 3 (0 – 1) | ADO                                          |
| 28 april 1968 Plaats: Eindhoven Philips Stadion   |                                                                                              |               | 40', 66' Lex Schoenmaker 62' Lambert Maassen |
| Kwartfinale                                       | Veendam                                                                                      | 2 – 3 (2 – 2) | ADO                                          |
| 9 mei 1968 Plaats: Veendam De Langeleegte         | Henk Meuken 37' Rikkert La Crois 42'                                                         |               | 30', 32' Harrie Heijnen 80' Lambert Maassen  |
| Halve finale                                      | ADO                                                                                          | 1 – 0 (0 – 0) | Go Ahead                                     |
| 23 mei 1968 Plaats: Den Haag Zuiderparkstadion    | Lambert Maassen 87'                                                                          |               |                                              |
| Finale                                            | ADO                                                                                          | 2 – 1 (2 – 0) | Ajax                                         |
| 3 juni 1968 Plaats: Eindhoven Philips Stadion     | Lex Schoenmaker 23' Kees Aarts 28'                                                           |               | 48' Piet Keizer                              |

## Statistieken ADO 1967/1968

### Eindstand ADO in de Nederlandse Eredivisie 1967 / 1968
| Stand | Gespeeld | Gewonnen | Gelijk | Verloren | Punten | Doelpunten voor | Doelpunten tegen |
| ----- | -------- | -------- | ------ | -------- | ------ | --------------- | ---------------- |
| 4e    | 34       | 15       | 11     | 8        | 41     | 53              | 34               |

### Topscorers
| #                    | Naam            | Goal |
| -------------------- | --------------- | ---- |
| 1.                   | Lex Schoenmaker | 12   |
| 2.                   | Lambert Maassen | 9    |
| 3.                   | Aad Mansveld    | 8    |
| 4.                   | Harrie Heijnen  | 6    |
| 5.                   | Kees Aarts      | 4    |
| 5.                   | Henk Houwaart   | 4    |
| 7.                   | René Pas        | 2    |
| 7.                   | Piet de Zoete   | 2    |
| 9.                   | Joop Jochems    | 1    |
| 9.                   | Wim Lalleman    | 1    |
| 9.                   | Louis de Puyt   | 1    |
| Onbekende doelpunten |                 |      |
| –                    | Onbekend        | 3    |
| Totaal               | Totaal          | 53   |

| #      | Naam            | Goal |
| ------ | --------------- | ---- |
| 1.     | Kees Aarts      | 5    |
| 1.     | Lex Schoenmaker | 5    |
| 3.     | Lambert Maassen | 2    |
| 3.     | Aad Mansveld    | 2    |
| 5.     | Dick Advocaat   | 1    |
| 5.     | Harrie Heijnen  | 1    |
| 5.     | Henk Houwaart   | 1    |
| 5.     | Piet de Zoete   | 1    |
| Totaal | Totaal          | 18   |

## Voetnoten
ADO ·
Ajax ·
DOS ·
DWS ·
Feijenoord ·
Fortuna '54 ·
Go Ahead ·
GVAV ·
MVV ·
NAC ·
N.E.C. ·
PSV ·
Sittardia ·
Sparta ·
Telstar ·
FC Twente '65 ·
Volendam ·
Xerxes/DHC '66